# Holland (Arkansas)
Holland é uma cidade localizada no estado americano de Arkansas, no Condado de Faulkner.

## Demografia
Segundo o censo americano de 2000, a sua população era de 577 habitantes.
Em 2006, foi estimada uma população de 594, um aumento de 17 (2.9%).

## Geografia
De acordo com o United States Census Bureau, a localidade tem uma área de 17,8 km², sem área coberta por água. Holland localiza-se a aproximadamente 109 m acima do nível do mar.

## Localidades na vizinhança
O diagrama seguinte representa as localidades num raio de 24 km ao redor de Holland.